# 犬江しんすけ
犬江 しんすけ（いぬえ しんすけ、1978年10月16日 - ）は、日本の漫画家、イラストレーター。男性。東京都足立区出身・東京都在住。

## 経歴
メディアミックス作品や成人向け漫画雑誌を中心に活動していた。2016年6月から『電撃G'sコミック』（KADOKAWA アスキー・メディアワークス）で『少女騎士団×ナイトテイル』を連載中。

## 作品リスト

### 漫画
一般向け
- 『ヘヴィーオブジェクト』 （アスキー・メディアワークス『電撃黒「マ）王』2009年12月 - 2011年2月、〈電撃コミックス〉、全1巻）
- 『真剣で私に恋しなさい!』 （角川書店『月刊コンプエース』2010年5月 - 2013年4月、〈カドカワコミックス・エース〉、全6巻）
- 『少女騎士団×ナイトテイル』 （KADOKAWA アスキー・メディアワークス『電撃G'sコミック』2010年5月 - 2017年12月、〈電撃コミックスNEXT〉、全3巻）
  1. 2016年10月27日発売[6]、ISBN 978-4-04892-476-4
  2. 2017年5月26日発売[7]、ISBN 978-4-04892-924-0
  3. 2018年2月24日発売[8]、ISBN 978-4-04893-728-3
- 『殺人鬼狩り@COMIC』（原作：二宮敦人、TOブックス『コロナEX』2025年1月9日[9] - ）

成人向け
1. 『純嬢恋歌』[10] （2013年9月26日発売[11]、ワニマガジン社〈ワニマガジンコミックススペシャル〉、ISBN 978-4-86269-269-6）
2. 『ひめさまおとし』 （2018年3月29日発売[12]、ワニマガジン社〈ワニマガジンコミックススペシャル〉、ISBN 978-4-86269-551-2）
  - ダイヤモンドとジルコニア 第一幕 - 最終幕 （COMIC X-EROS #25, 30, 36, 37, 40）
  - 彼岸花の君 （COMIC X-EROS #50）
  - エンチャントレス ジャスミン （COMIC X-EROS #62）
  - ヱーデルワイス （COMIC X-EROS #14）

### 挿絵
- 『仏教学校へようこそ』 （2014年4月1日発売日[13]、ホビージャパン〈HJ文庫〉、ISBN 978-4-79860-801-3）
- 『やっぱチョロインでしょ!』 （KADOKAWA〈角川スニーカー文庫〉、全2巻）
  1. 2014年10月1日発売[14]、ISBN 978-4-04102-080-7
  2. 2015年3月1日発売[15]、ISBN 978-4-04102-081-4
- 『とある魔術のヘヴィーな座敷童が簡単な殺人妃の婚活事情』 （2015年2月10日発売、KADOKAWA〈電撃文庫〉、ISBN 978-4-04869-250-2、全1巻）
- 『侵蝕レコンキスタ』 （2015年5月25日発売[16]、オーバーラップ〈オーバーラップ文庫〉、ISBN 978-4-86554-048-2）
- 『いもうとはGALかわいい』 （2020年9月17日発売[17]、フランス書院〈美少女文庫〉、ISBN 978-4-82962-116-5）

### その他
- 『とある科学の超電磁砲』5巻 （2010年6月26日発売、KADOKAWA）
  - 巻末漫画
  - 特装版付録『偽典・超電磁砲』寄稿
- 『4コマ公式アンソロジー とある科学の超電磁砲×とある魔術の禁書目録』 （2012年3月27日発売[18]、KADOKAWA）
- 『ヘヴィーオブジェクト 電撃コミックアンソロジー』 （2016年1月27日発売[19]、KADOKAWA）
- 『Cutie Honey Universe』 （2018年、第7話エンドカード）
- 『Fate/Grand Order』 - 一部礼装イラスト（年月不明）